# Rose Mapendo
 (juin 2020).
Rose Mapendo (née en 1963) est une militante congolaise des droits de l'homme. Elle a fondé la Fondation Rose Mapendo avec pour mission de donner aux femmes de la République démocratique du Congo, du Rwanda et du Burundi les moyens de s'élever au-dessus de leur situation et de s'unir pour ramener la paix dans leur région.

## Biographie

### Jeunesse
Rose Mapendo est née à Mulenge, en République démocratique du Congo, en 1963. Elle grandit dans une famille humble Tutsi, qui professait la religion chrétienne. Elle appartient à la tribu Banyamulenge Tutsi. Élevée pour le mariage et la maternité selon la culture de sa famille, Mapendo n'est jamais allée à l'école.

### Génocide en République démocratique du Congo
En 1994, un génocide a éclaté au Rwanda. Le 2 août 1998, le gouvernement de la RDC a ordonné le génocide du peuple tutsi au Congo. Pendant ce temps, la police rend visite à Rose à plusieurs reprises pour l'interroger sur l'emplacement de son mari et leur argent. Elle ment, disant que son mari est parti acheter des vaches. En réalité, il est chez lui et se cache. 
Plus tard, ils apprennent à la télévision que le président est prêt à tuer tous les Tutsis et à garder leurs effets personnels et leur argent, mais, avec nulle part où aller, la famille se cache chez elle. Rose paye des amis et voisins pour faire tous les achats dont elle a besoin. Cependant, sa famille est retrouvée et emmené dans un camion vers un camp de prisonniers dans la nuit du 23 septembre 1998, avec quatre autres familles tutsies.
Ils sont restés au camp pendant seize mois. Sous la surveillance des gardes, le gouvernement ordonne le meurtre de tous les hommes, y compris le mari de Mapendo,. Dans le camp, ils n'y a ni nourriture ni système de santé, et tout le monde a des poux. Les enfants doivent déféquer dans la cellule car il n'y avait pas d'assainissement. Pour éviter que son fils ne soit tué par un soldat, elle donne sa fille à un soldat en tant que partenaire sexuelle,. 
Rose Mapendo donne naissance à des jumeaux en présence d'autres prisonniers, dont sept de ses enfants. Sans soins médicaux, Rose attache les cordons ombilicaux à l'aide du fil qui lie ses cheveux et les coupent avec un morceau de bois. Afin de sauver la vie des bébés et de montrer sa capacité de pardon, elle les nomme d'après deux des commandants du camp. Lorsque l'ordre est donné de tuer les prisonniers, le commandant les fait transférer dans une autre prison située à Kinshasa car il ne peut pas être responsable de la mort de son homonyme. Sur place, le soldat qui a emmené sa fille visite le camp avec le fils du président (Joseph Kabila), qui lui laisse de l'argent et donne l'ordre de ne pas blesser les prisonniers. 
Deux semaines plus tard, le groupe est déposé dans un centre des droits de l'homme puis transféré au centre d'aide américain. Après dix jours, ils sont transférés dans un centre de protection géré par la Croix-Rouge au Cameroun par le programme d'urgence du gouvernement américain pour réinstaller les réfugiés tutsis du Congo.
En juillet 2000, Mapendo et ses enfants obtiennent le statut de réfugiée et partent pour les États-Unis,.

### Après le génocide
Aux États-Unis, Mapendo économise de l'argent à envoyer aux veuves des réfugiés. Elle organise également un certain nombre de manifestations pour sensibiliser le public aux problèmes rencontrés par les réfugiés et pour collecter des fonds pour eux.
En outre, Mapendo joue dans le documentaire Pushing the Elephant, qui raconte l'histoire de la séparation entre elle et Nangabire pendant le génocide congolais et leurs retrouvailles en Arizona. Le film tente de faire comprendre aux gens l'importance de la lutte contre la violence et pour les droits de l'homme. Elle a également influencé les autres à emboîter le pas,.

## Vie privée
Mapendo vit actuellement à Phoenix et a dix enfants. Ils étudient dans les écoles et universités locales, adorent à l'église locale et travaillent dans divers domaines.

## Prix
- 2009 : Prix humanitaire de l'année des Nations unies[1]